# Brevity Code
Brevity Code, von englisch brevity für „Kürze“, ist die englische Bezeichnung für Codes, die dazu dienen, bestimmte Wörter oder Satzteile, gewisse Sachverhalte oder häufig zu wiederholende Aussagen oder Meldungen in möglichst kompakter und prägnanter Weise, sozusagen „kurz und bündig“ zu kommunizieren. Eine mögliche Übersetzung wäre „Kurzcode“.

## Begriff
Das englische Wort brevity ist verwandt mit dem auch im Deutschen gelegentlich verwendeten Wort Abbreviatur. Beispielsweise ist die Abbreviaturschrift, auch Abkürzungsschrift genannt, eine Schrift, die im Gegensatz zur gewöhnlichen Schreibschrift (Langschrift) einzelne Silben oder Wörter in verkürzter Form durch Zeichen darstellt. Ein einfaches Beispiel wäre die Verwendung des Et‑Zeichens ( & ) anstelle des Worts „und“. Der nächste Schritt wäre die Verwendung von Kurzschrift. Auch in der Notenschrift kennt man Abbreviaturen.

## Zweck
Es gibt zahlreiche Anwendungsfälle, für die man die Redundanz der natürlichen Sprache vermindern möchte. Ein klassischer Fall war die Übermittlung von Telegrammen mithilfe der drahtgebundenen elektrischen Telegrafie. Die dazu notwendige Infrastruktur, Telegrafenkabel, teilweise Seekabel, sowie die dazugehörigen Morseapparate, und der hohe Personalaufwand bedeuteten hohe Kosten, die sich in entsprechenden Telegramm-„Gebühren“ niederschlugen. Nicht selten wurden diese pro Wort abgerechnet.
Um dem entgegenzuwirken, gab es geeignete Codebücher, die auf oft vielen hundert Seiten einzelne Wörter, kurze Phrasen, längere Sätze und auch spezielle Begriffe, wie Waren, Währungen, Orte, Namen, Zahlen und so weiter aufführten und dafür jeweils eine Abkürzung vorschlugen. Beispiele für solche „kommerziellen“ Codebücher sind der Acme‑Code, der Boe Code, der Peterson International Code (PETCO), der Phillips Code und der Western Union 92 Code. Hauptzweck war die Textlänge zu verkürzen und damit die Telegrammkosten zu senken.

## Anwendungen
Auch heute gibt es zahlreiche Anwendungen, bei denen man sprachlich redundante Inhalte komprimieren möchte. Beispielsweise bei Funksprüchen in Stresssituationen kommt es darauf an, sich schnell, klar und unmissverständlich verständigen zu können. Dabei hilft eine kompakte und standardisierte Form der Kommunikation. Dienste wie die Polizei, die Feuerwehr oder Rettungsdienste, speziell in Nordamerika, verwenden Brevity Codes wie den 10‑Code, um bestimmte Sachverhalte kurz und prägnant zu übermitteln.

Vom IATA-Flughafencode MUC abgeleitete Kurzbezeichnung für den Treffpunkt der Wikipedianer in München

Flugreisende begegnen dem von der International Air Transport Association (IATA) entwickelten Code zur Kennzeichnung von Flugplätzen, dem IATA-Flughafencode. Hierbei genügen drei Buchstaben, wie beispielsweise MUC (für den Flughafen München), zur weltweit eindeutigen Identifizierung. Darüber hinaus gibt es noch andere IATA-Codes, beispielsweise für Flugzeugtypen, sowie weitere ICAO-Codes der Internationalen Zivilluftfahrtorganisation (ICAO), beispielsweise zur Kennzeichnung von Fluggesellschaften. So steht das Kürzel AUA für die Austrian Airlines.
Im Amateurfunkdienst werden vielfältige Kurzcodes benutzt. Unter Verwendung des RST‑Systems lässt sich beispielsweise mithilfe der dreistelligen Zahl „599“ extrem kompakt ausdrücken, dass die Morsezeichen einwandfrei lesbar sind (5), mit äußerst hoher Signalstärke empfangen werden (9) und, dass die Tonqualität rein ist (9).
Es gab und gibt auch vielfältige militärische Anwendungen von Kurzcodes aller Art. Dabei kommt zumeist – im Gegensatz zu den oben genannten Fällen – außer der Kürzung der Nachricht, noch der Aspekt der Geheimhaltung hinzu, also Verschlüsselung. Klassische Beispiele hierzu sind Kurzsignalhefte und Wetterkurzschlüssel, die von U‑Booten der deutschen Kriegsmarine während des Zweiten Weltkriegs benutzt wurden.
Auch in der Moderne nutzen fast alle Streitkräfte Brevity Codes. Beispiele hierfür sind der von der Schweizer Luftwaffe früher verwendete Bambini-Code und der aktuelle Brevity Code der NATO. Militärische Kurzcodes, die nicht der Geheimhaltung unterliegen, wie die in der öffentlich verfügbaren Allied Communications Publication 131 (ACP 131) definierten Q‑Codes und Z‑Codes, werden von unterschiedlichen Funkdiensten vieler Länder genutzt.